# Megachile catulus
Megachile catulus är en biart som först beskrevs av Cockerell 1910.  Megachile catulus ingår i släktet tapetserarbin, och familjen buksamlarbin. Inga underarter finns listade i Catalogue of Life.